# Nu törnekronan sårar
Nu törnekronan sårar är en psalmtext av Arnulf av Löwen och inte, som länge antogs, av Bernhard av Clairvaux.
Den svenska texten har 3 verser. Okänd svensk översättare. 
Sjungs till en traditionell finsk folkmelodi d-moll; 2/4-dels takt. Den är från Kaland i Finland. Melodin nedtecknades av Antti Wilén 1890. 

## Publicerad som
- Nr 56 i Psalmisten 1922
- Nr 140 i Sions Sånger 1951
- Nr 24 Sions Sånger 1981 under rubriken "Från Getsemane till Golgata".